# Damas-et-Bettegney
Pour les articles homonymes, voir Damas (homonymie) et Bettegney-Saint-Brice.
Damas-et-Bettegney est une commune française située dans le département des Vosges, en région Grand Est.

### Localisation

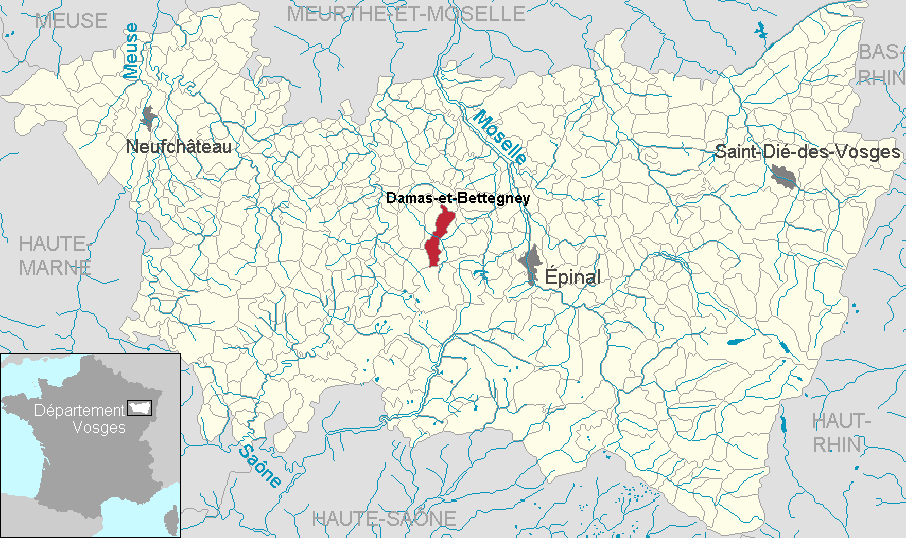
Localisation dans le département.

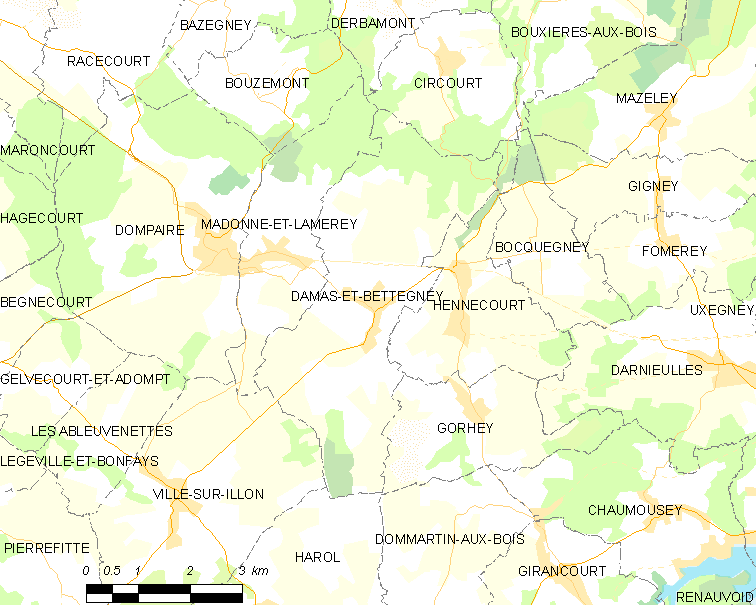
Situation géographique de Damas-et-Bettegney.

## Géographie

### Hydrographie et les eaux souterraines
Hydrogéologie et climatologie : Système d’information pour la gestion des eaux souterraines du bassin Rhin-Meuse :
Territoire communal : Occupation du sol (Corinne Land Cover); Cours d'eau (BD Carthage),
Géologie : Carte géologique; Coupes géologiques et techniques,
 Hydrogéologie : Masses d'eau souterraine; BD Lisa; Cartes piézométriques.

#### Réseau hydrographique
La commune est située dans le bassin versant du Rhin au sein du bassin Rhin-Meuse. Elle est drainée par la ruisseau la Gitte, le ruisseau de Damas-et-Bettegney, le ruisseau de l'Atre et le ruisseau des Preys,.
La Gitte, d'une longueur totale de 22,2 km, prend sa source dans la commune de Harol et se jette dans le Madon à Velotte-et-Tatignécourt, après avoir traversé neuf communes.

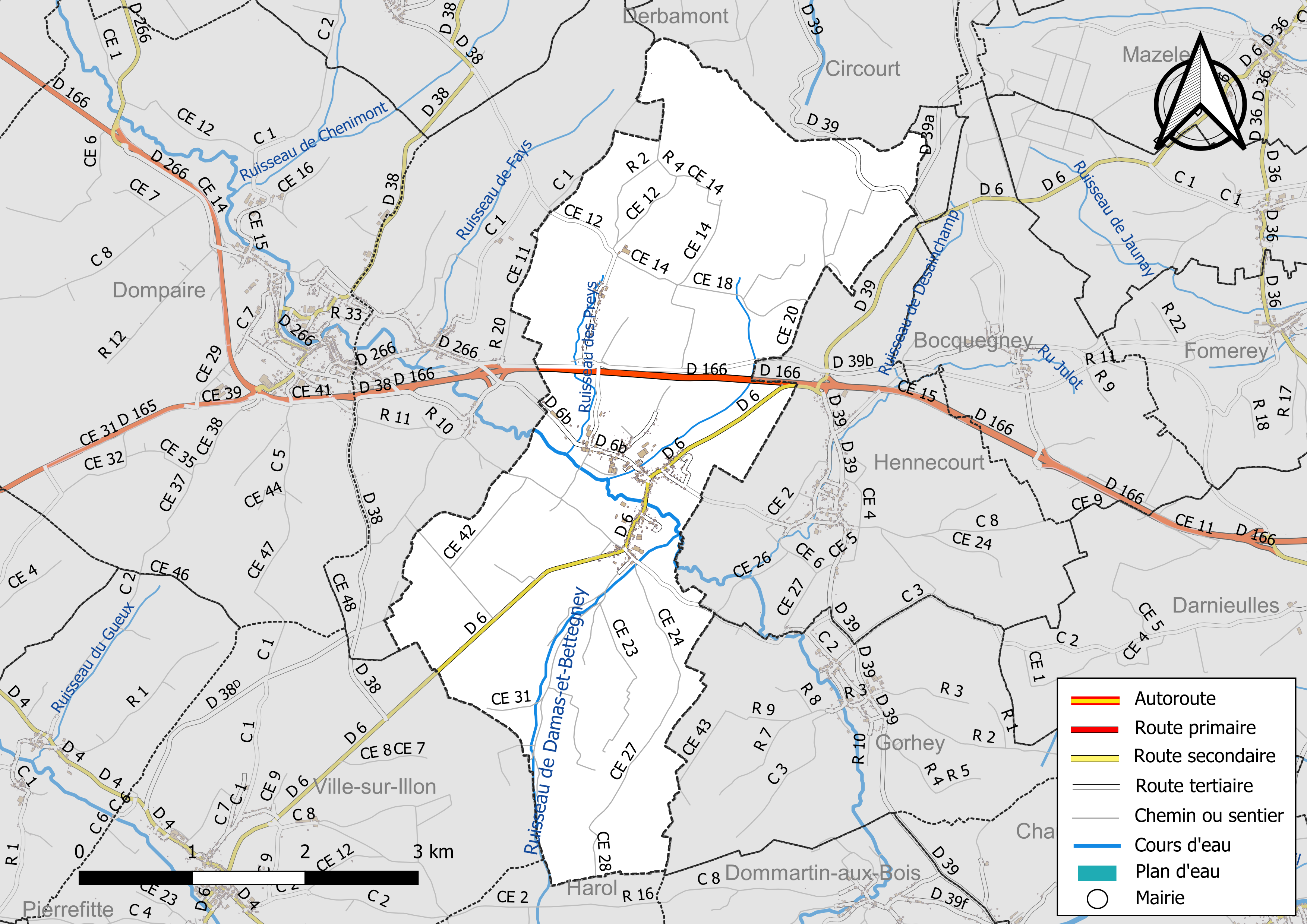
Réseaux hydrographique et routier de Damas-et-Bettegney.

#### Gestion et qualité des eaux
Le territoire communal est couvert par le schéma d'aménagement et de gestion des eaux (SAGE) « Nappe des Grès du Trias Inférieur ». Ce document de planification, dont le territoire comprend le périmètre de la zone de répartition des eaux de la nappe des Grès du trias inférieur (GTI), d'une superficie de 1 497 km2, est en cours d'élaboration. L’objectif poursuivi est de stabiliser les niveaux piézométriques de la nappe des GTI et atteindre l'équilibre entre les prélèvements et la capacité de recharge de la nappe. Il doit être cohérent avec les objectifs de qualité définis dans les SDAGE Rhin-Meuse et Rhône-Méditerranée. La structure porteuse de l'élaboration et de la mise en œuvre est le conseil départemental des Vosges.
La qualité des eaux de baignade et des cours d’eau peut être consultée sur un site dédié géré par les agences de l’eau et l’Agence française pour la biodiversité.

### Climat
Pour des articles plus généraux, voir Climat du Grand Est et Climat des Vosges.
En 2010, le climat de la commune est de type climat des marges montargnardes, selon une étude du Centre national de la recherche scientifique s'appuyant sur une série de données couvrant la période 1971-2000. En 2020, Météo-France publie une typologie des climats de la France métropolitaine dans laquelle la commune est exposée à un climat semi-continental et est dans la région climatique  Lorraine, plateau de Langres, Morvan, caractérisée par un hiver rude (1,5 °C), des vents modérés et des brouillards fréquents en automne et hiver.
Pour la période 1971-2000, la température annuelle moyenne est de 9,7 °C, avec une amplitude thermique annuelle de 17,1 °C. Le cumul annuel moyen de précipitations est de 970 mm, avec 12,5 jours de précipitations en janvier et 9,9 jours en juillet. Pour la période 1991-2020, la température moyenne annuelle observée sur la station météorologique de Météo-France la plus proche, « Dommartin-aux-Bois_sapc », sur la commune de Dommartin-aux-Bois à 6 km à vol d'oiseau, est de 10,6 °C et le cumul annuel moyen de précipitations est de 908,9 mm. 
La température maximale relevée sur cette station est de 39,4 °C, atteinte le 25 juillet 2019 ; la température minimale est de −17,5 °C, atteinte le 20 décembre 2009,,.
Les paramètres climatiques de la commune ont été estimés pour le milieu du siècle (2041-2070) selon différents scénarios d'émission de gaz à effet de serre à partir des nouvelles projections climatiques de référence DRIAS-2020. Ils sont consultables sur un site dédié publié par Météo-France en novembre 2022.

## Urbanisme

### Typologie
Au 1er janvier 2024, Damas-et-Bettegney est catégorisée commune rurale à habitat dispersé, selon la nouvelle grille communale de densité à sept niveaux définie par l'Insee en 2022.
Elle est située hors unité urbaine. Par ailleurs la commune fait partie de l'aire d'attraction d'Épinal, dont elle est une commune de la couronne,. Cette aire, qui regroupe 118 communes, est catégorisée dans les aires de 50 000 à moins de 200 000 habitants,.

### Occupation des sols
L'occupation des sols de la commune, telle qu'elle ressort de la base de données européenne d’occupation biophysique des sols Corine Land Cover (CLC), est marquée par l'importance des territoires agricoles (76 % en 2018), une proportion sensiblement équivalente à celle de 1990 (76,8 %). La répartition détaillée en 2018 est la suivante : 
terres arables (48,7 %), prairies (25,2 %), forêts (20,7 %), zones urbanisées (3,3 %), zones agricoles hétérogènes (2,2 %). L'évolution de l’occupation des sols de la commune et de ses infrastructures peut être observée sur les différentes représentations cartographiques du territoire : la carte de Cassini (XVIIIe siècle), la carte d'état-major (1820-1866) et les cartes ou photos aériennes de l'IGN pour la période actuelle (1950 à aujourd'hui).

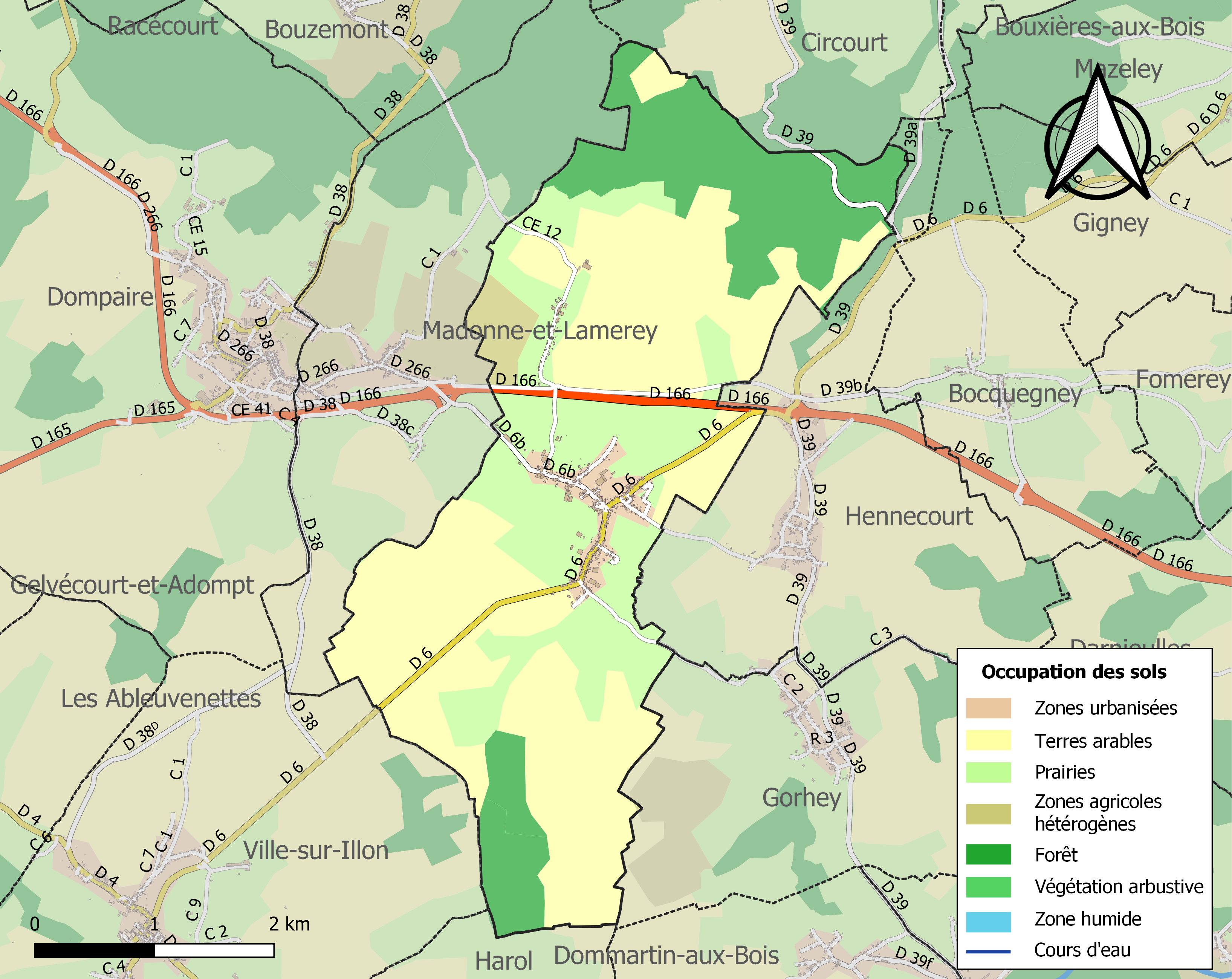
Carte des infrastructures et de l'occupation des sols de la commune en 2018 (CLC).

## Communes limitrophes
|                    | Circourt           | Hennecourt         |
| Madonne-et-Lamerey | Damas-et-Bettegney | Gorhey             |
| Ville-sur-Illon    | Harol              | Dommartin-aux-Bois |

## Toponymie
La commune de Damas-et-Bettegney est née de la fusion des deux villages des mêmes noms. Cette fusion a eu lieu au début du XIXe siècle, plus précisément en 1812.
Damas, ancien hameau, est attesté sous les formes Humbertus de Domno Medardo (XVe siècle) ; Domart (1285) ; Donmarc (1289) ; Domars (XIIIe siècle) ; Dommart (1322) ; Dommart ante Domnam Pariam (1402) ; De Donnomarte ante Donnapariam (1409) ; Dommars devant Dompaire (1411) ; Dompmair devant Dompaire (1415) ; Dommarc (1432) ; Dommay (1411) ; Dompmay (1496) ; Dommarcq ; Dompmart (1504) ; Dompmas (1518) ; Damas devant Dompaire (1779) ; Dommard devant Dompaire (XVIIIe siècle).

De toutes ces variantes, on constate que Damas est un hagiotoponyme caché. Dom vient du bas latin dominus, domnus « seigneur, saint » que l'on rencontre aussi dans Domptail, Domvallier, Dombasle, etc. Mar est la variante régionale du nom du saint Medardus « saint Médard » que l'on rencontre aussi à Saint-Mard et à Saint-Max.
Bettegney est attesté sous les formes Bitineis (1065) ; Vicegneix, pour Bitegneix (1298) ; Betineix (1322) ; Le ruy de Betignei (1323) ; Bettegnei (1354) ; Battigney (1562) ; Bettegney (1594) ; Bethegney (XVIe siècle) ; Betegney devant Dompaire (1628) ; Bettegney-devant-Dompaire (1751).

## Histoire
- Au début du XVIIIe siècle, la seigneurie de Damas appartenait au sieur Dupâquier, baron de Dommartin. La cure de Damas relevait au spirituel du chapitre de Saint-Dié.
- La commune de Damas-et-Bettegney a été formée le 21 fructidor an VII (7 septembre 1799) et le 20 messidor an VIII (9 juillet 1800) par la réunion de celles de Damas et de Bettegney[20].
- L'église actuelle a été construite en 1724. La mairie, avec l'école de garçons, a été construite en 1812, restaurée en 1834. L'école des filles et l'asile datent de 1861.

## Politique et administration

### Découpage territorial
Par arrêté préfectoral du 15 septembre 2023, la commune est retirée le 1er janvier 2024 de l'arrondissement d'Épinal et rattachée à l'arrondissement de Neufchâteau.

### Liste des maires
| Période                                  | Période      | Identité                  | Étiquette | Qualité                               |
| ---------------------------------------- | ------------ | ------------------------- | --------- | ------------------------------------- |
| Les données manquantes sont à compléter. |              |                           |           |                                       |
|                                          | mars 2001    | Claude Choffé             |           |                                       |
| mars 2001                                | juillet 2011 | Simon Bernard (1965-2011) |           | Agriculteur Décédé en cours de mandat |
| octobre 2011                             | avril 2014   | Pascale Vautrin           |           |                                       |
| avril 2014                               | En cours     | Claude Maire              |           | [ 22 ]                                |

### Budget et fiscalité 2022

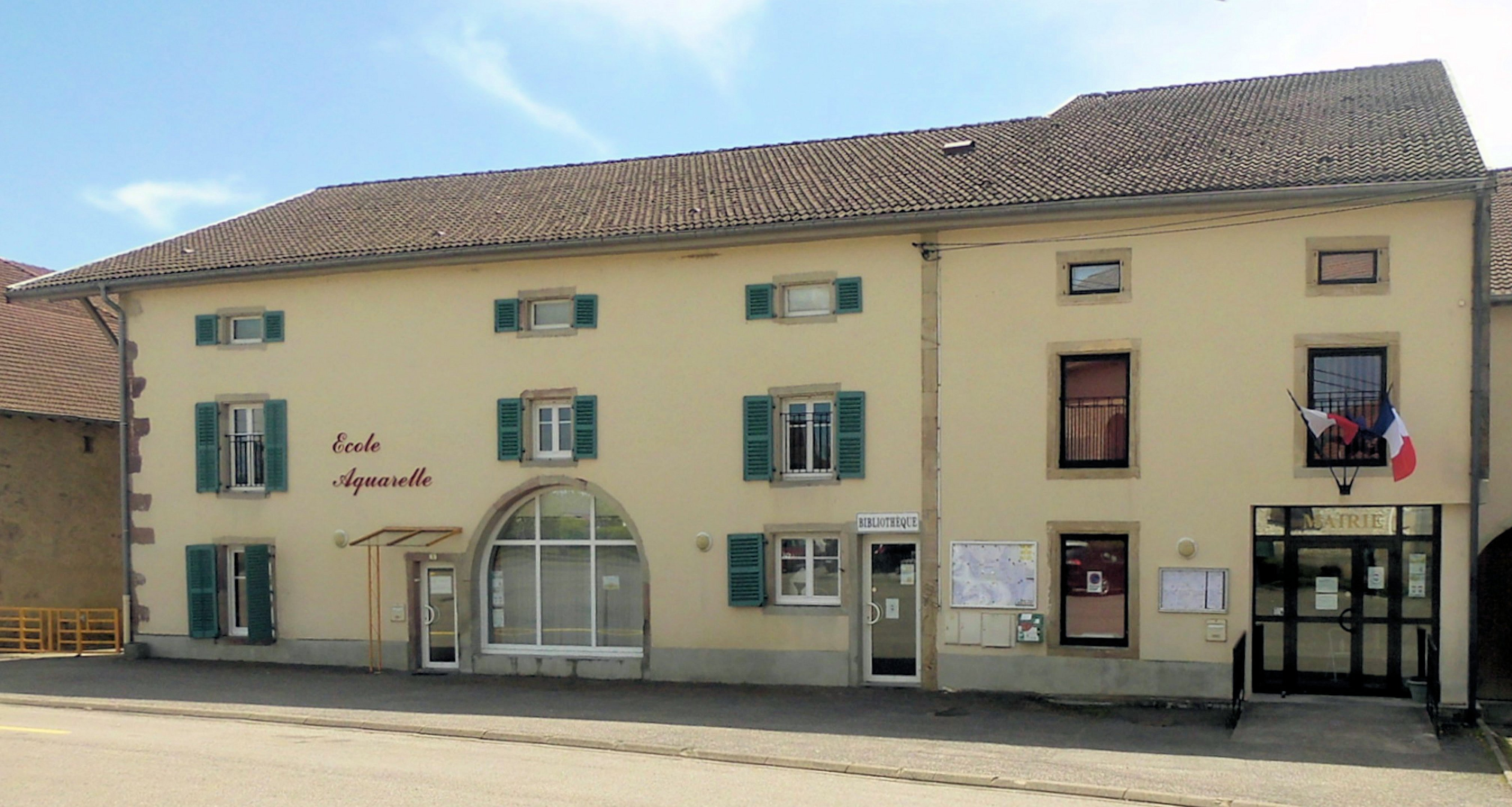
La mairie.

En 2022, le budget de la commune était constitué ainsi :
- total des produits de fonctionnement : 435 000 €, soit 1 164 € par habitant ;
- total des charges de fonctionnement : 364 000 €, soit 974 € par habitant ;
- total des ressources d'investissement : 189 000 €, soit 507 € par habitant ;
- total des emplois d'investissement : 135 000 €, soit 361 € par habitant ;
- endettement : 371 000 €, soit 993 € par habitant.

Avec les taux de fiscalité suivants :
- taxe d'habitation : 25,34 % ;
- taxe foncière sur les propriétés bâties : 40,91 % ;
- taxe foncière sur les propriétés non bâties : 26,49 % ;
- taxe additionnelle à la taxe foncière sur les propriétés non bâties : 0,00 % ;
- cotisation foncière des entreprises : 0,00 %.

Chiffres clés Revenus et pauvreté des ménages en 2021 : médiane en 2021 du revenu disponible, par unité de consommation : 23 370 €.

## Population et société

### Démographie

#### Évolution démographique
L'évolution du nombre d'habitants est connue à travers les recensements de la population effectués dans la commune depuis 1793. Pour les communes de moins de 10 000 habitants, une enquête de recensement portant sur toute la population est réalisée tous les cinq ans, les populations de référence des années intermédiaires étant quant à elles estimées par interpolation ou extrapolation. Pour la commune, le premier recensement exhaustif entrant dans le cadre du nouveau dispositif a été réalisé en 2004.

En 2022, la commune comptait 384 habitants, en évolution de +4,63 % par rapport à 2016 (Vosges : −2,96 %, France hors Mayotte : +2,11 %).
| 1793 | 1800 | 1806 | 1821 | 1831 | 1836 | 1841 | 1846 | 1856 |
| ---- | ---- | ---- | ---- | ---- | ---- | ---- | ---- | ---- |
| 425  | 534  | 563  | 609  | 728  | 750  | 756  | 760  | 736  |

| 1861 | 1866 | 1876 | 1881 | 1886 | 1891 | 1896 | 1901 | 1906 |
| ---- | ---- | ---- | ---- | ---- | ---- | ---- | ---- | ---- |
| 703  | 685  | 596  | 610  | 601  | 570  | 549  | 548  | 491  |

| 1911 | 1921 | 1926 | 1931 | 1936 | 1946 | 1954 | 1962 | 1968 |
| ---- | ---- | ---- | ---- | ---- | ---- | ---- | ---- | ---- |
| 468  | 394  | 404  | 395  | 370  | 418  | 415  | 427  | 383  |

| 1975 | 1982 | 1990 | 1999 | 2004 | 2006 | 2009 | 2014 | 2019 |
| ---- | ---- | ---- | ---- | ---- | ---- | ---- | ---- | ---- |
| 309  | 269  | 318  | 320  | 375  | 386  | 368  | 367  | 364  |

| 2022 | - | - | - | - | - | - | - | - |
| ---- | - | - | - | - | - | - | - | - |
| 384  | - | - | - | - | - | - | - | - |

### Enseignement
Établissements d'enseignements :
- Écoles maternelles et primaires à Damas-et-Bettegney, Hennecourt, Dompaire, Girancourt, Darnieulles, Madonne-et-Lamerey, Ville-sur-Illon.
- Collèges à Dompaire, Thaon-les-Vosges, Golbey, Mirecourt, Épinal.
- Lycées à Harol, Thaon-les-Vosges, Mirecourt, Épinal.

### Santé
Professionnels et établissements de santé :
- Médecins à Damas-et-Bettegney, Dompaire, Darnieulles, Girancourt, Chaumousey, Uxegney.
- Pharmacies à Dompaire, Girancourt, Chaumousey, Uxegney, Les Forges.
- Hôpitaux à Ville-sur-Illon, Thaon-les-Vosges.

### Cultes
- Culte catholique, Paroisse La-Croix-de-Virine[31], Diocèse de Saint-Dié.

## Culture locale et patrimoine

### Lieux et monuments

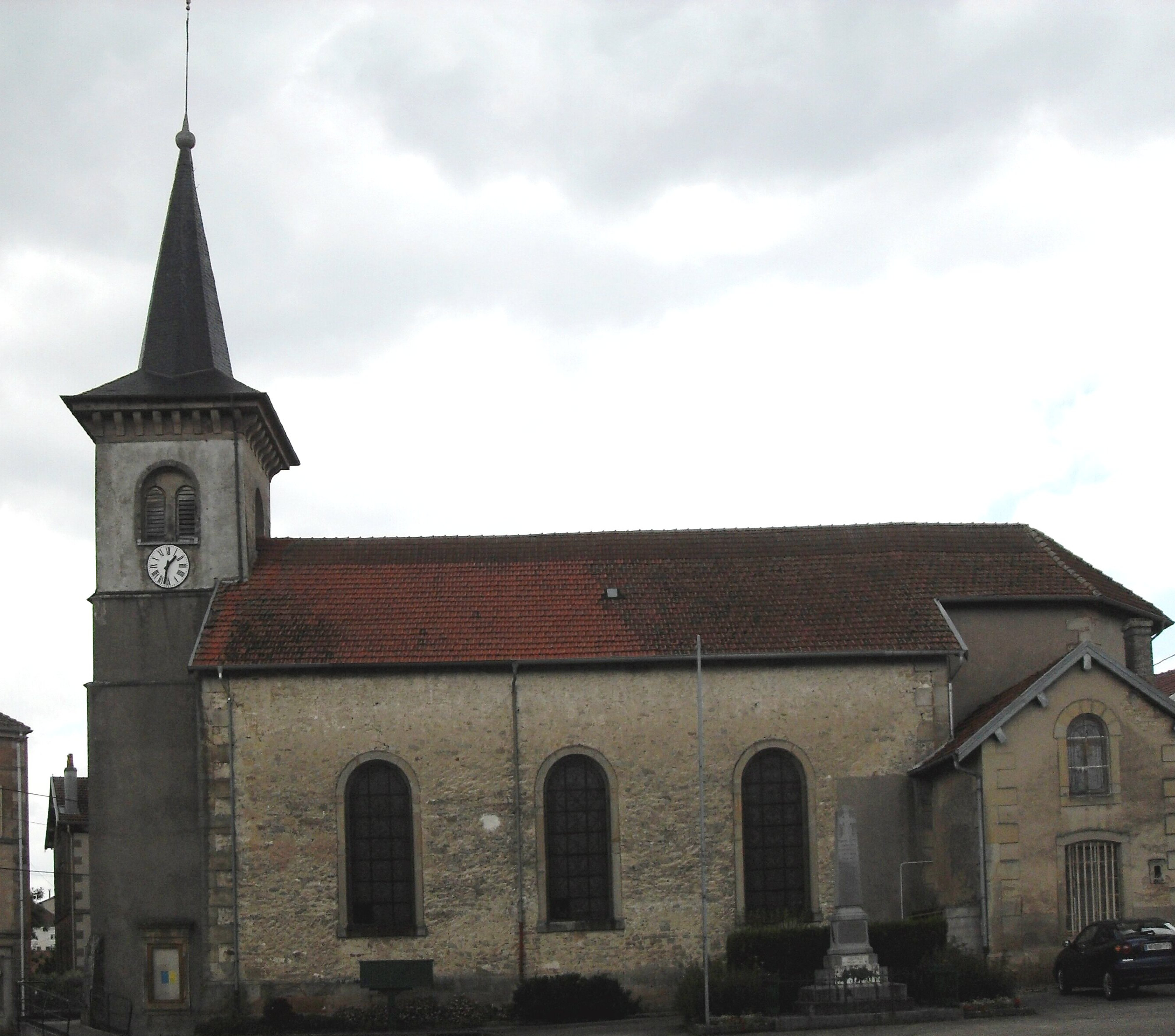
L'église Saint-Médard côté sud-est.
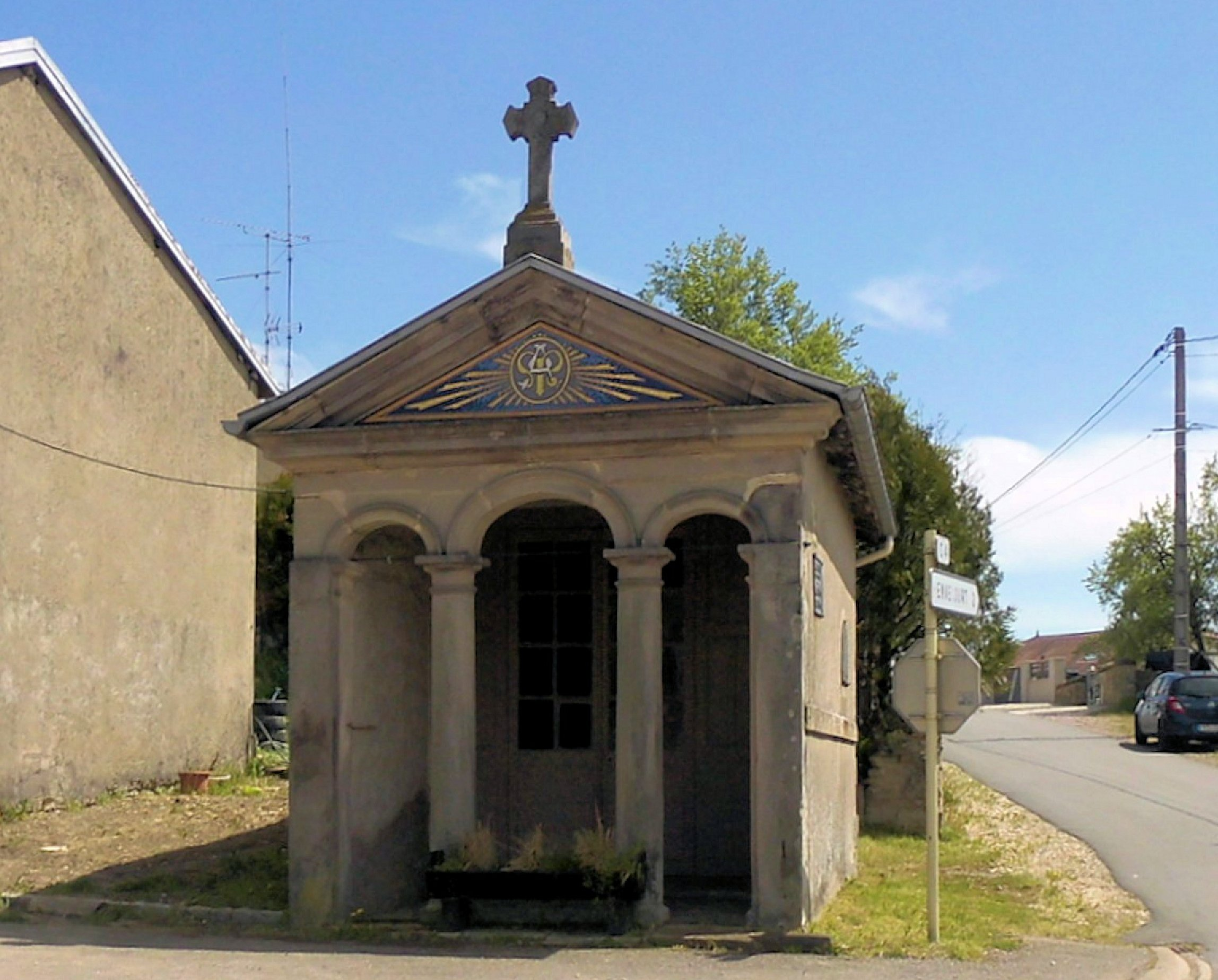
La chapelle Notre-Dame-de-Bonsecours.

- L'église Saint-Médard[32] datant de 1724[33],

et sa cloche de 1781.
- La chapelle Notre-Dame-de-Bonsecours est datée de 1839[35].
- Une croix de mission  de 1891 avec une statue de la Vierge et une de saint Jean.
- Patrimoine rural recensé par le service régional de l'Inventaire général du patrimoine culturel[36].

Fermes du XVIIe siècle.
Lavoir.
- Monuments commémoratifs :

Monument aux morts.
Monument commémoratif des soldats de la 2ème division blindée du Général Leclerc.

### Personnalités liées à la commune
- Dominique Perrin (1798-1876), homme politique né à Damas-devant-Dompaire, député des Vosges de 1837 à 1839.
- Jean-Baptiste Perrin, avocat, législateur[40].
- Charles Paul Galland, médecin[41].
- Florent Parisot, professeur bibliothécaire d'Épinal[42].
- Médaillés de Sainte-Hélène[43].

## Pour approfondir